# Ala I Tungrorum

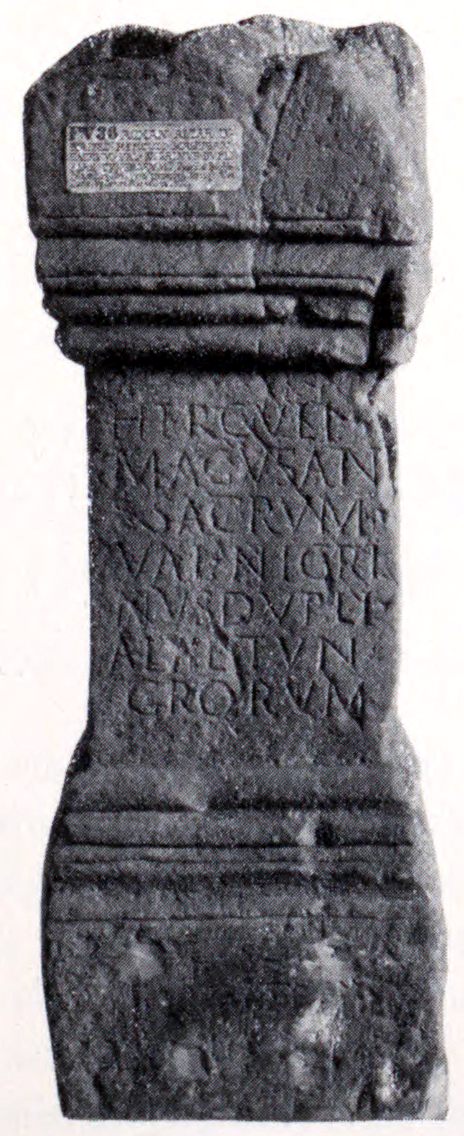
Die Weihinschrift des Valerius Nigrinus (RIB 2140)

Die Ala I Tungrorum (deutsch 1. Ala der Tungerer) war eine römische Auxiliareinheit. Sie ist durch Militärdiplome und Inschriften belegt.

## Namensbestandteile
- Tungrorum: der Tungerer. Die Soldaten der Ala wurden bei Aufstellung der Einheit aus dem germanischen Volksstamm der Tungerer rekrutiert.

Da es keine Hinweise auf den Namenszusatz milliaria (1000 Mann) gibt, war die Einheit eine Ala quingenaria. Die Sollstärke der Ala lag bei 480 Mann, bestehend aus 16 Turmae mit jeweils 30 Reitern.

## Geschichte
Die Ala war in der Provinz Britannia stationiert. Sie ist auf Militärdiplomen für die Jahre 98 bis 158 n. Chr. aufgeführt.
Möglicherweise war die Einheit Teil der Truppen, die unter Führung von Aulus Plautius um 43 mit der Eroberung Britanniens begannen. Der erste Nachweis in Britannia beruht auf einem Militärdiplom, das auf 98 datiert ist. In dem Diplom wird die Ala als Teil der Truppen (siehe Römische Streitkräfte in Britannia) aufgeführt, die in der Provinz stationiert waren. Weitere Diplome, die auf 105 bis 158 datiert sind, belegen die Einheit in derselben Provinz.

## Standorte
Standorte der Ala in Britannia waren möglicherweise:
- Aballava (Burgh by Sands)
- Mumrills (Polmont)

## Angehörige der Ala
Folgende Angehörige der Ala sind bekannt:
- Necca, ein Reiter (CIL 3, 6485)
- Val(erius) Nigrinus, ein Duplicarius (RIB 2140)

## Weitere Alae mit der BezeichnungAla Tungrorum
Es gab noch eine weitere Ala mit dieser Bezeichnung, die Ala I Tungrorum Frontoniana. Sie ist durch Militärdiplome von 80 bis 165 belegt und war in den Provinzen Pannonia, Pannonia inferior und Dacia Porolissensis stationiert.